# كريس باتون
كريس باتون (Chris Patton) (اسمه الكامل كريستوفر ديفيد باتون (Christopher David Patton)) هو مؤدي أصوات أمريكي ولد في 15 مارس 1971 في هيوستون، تكساس.

## أدواره في الأنمي

### مسلسلات أنمي تلفزيونية
- نيريما دايكون براذرز - إيتشيرو
- رازيفون - أياتو كامينا
- خيميائي الفولاذ - غريد
- خيميائي الفولاذ FULLMETAL ALCHEMIST - غريد
- سولتي راي - يوتو ك. ستيل
- المحقق كونان
- دي جرايمان - لافي (الحلقات 27-40)
- بلاك كات - كريد ديسكنث
- ناباري نو أو - سورو كاتو
- المعلم الساحر نيغيما! - فايت أفيرنكس
- حكايات أشباح المدرسة - هاجيمي أوياما
- ريد غاردن - JC
- إلفن ليد - تومو
- Kanon (2006) - يويتشي أيزاوا
- باكانو! - جراهام سبكتور
- The Wallflower - رانمارو موري
- ون بيس - مستر 9, رابانوي باسكوا
- أهلا بك إلى NHK - تاتسوهيرو ساتو
- كرونو كروسيد - جوشوا كريستوفر
- غانتز - جويتشيرو نيشي
- فل ميتال بانيك! - سوسكي ساغارا
- فل ميتال بانيك؟ فوموفو - سوسكي ساغارا
- فل ميتال بانيك! The Second Raid - سوسكي ساغارا
- إير جير - إيكي مينامي
- بيسميكر كوروغاني - يامازاكي سسمو
- برينسس توتو - فاكير
- سول إيتر - الكيشين أشورا
- إينيشال دي Fourth Stage - تورو سويتسوغو
- Super GALS! - ريه أوتوهاتا
- كاشرن سينز - روت
- شيكاباني هيمي: أكا - مدير أعمال كون أوساكي
- قطاع التسوق السحري أبينوباشي - يوتوس
- كيرو - فايبر
- ميري آكلة الأحلام - تاكاتيرو أكياناغي
- كامينوميزو شيرو سيكاي - كيما كاتسراغي
- كامينوميزو شيرو سيكاي 2 - كيما كاتسراغي
- آخر (رواية) - ناويا تيشيغاوارا
- أبولو على المنحدر - كاورو نيشيمي
- بلاك بوليت - رينتارو ساتومي
- هاماتورا - مورال
- أكامي غا كيل! - ران
- بوكيمون إكس/واي - سانبيه

### أفلام أنمي
- أغيتو ذو الشعر الفضي - أغيتو
- دراغون بول Z: شجرة القوة - تارلس

## وصلات خارجية
- كريس باتون على موقع IMDb (الإنجليزية)
- كريس باتون على موقع ميوزك برينز (الإنجليزية)
- كريس باتون على موقع قاعدة بيانات الفيلم (الإنجليزية)
- كريس باتون على موقع ANN person (الإنجليزية)